# نزلة الملك
قرية نزلة الملك هي إحدى القرى التابعة لمركز ساحل سليم في محافظة أسيوط في جمهورية مصر العربية. حسب إحصاءات سنة 2006، بلغ إجمالي السكان في نزلة الملك 7278 نسمة، منهم 3772 رجل و3506 امرأة.